# Cyprinodon spp.
Cyprinodon spp. là một loài cá đã tuyệt chủng thuộc họ Cyprinodontidae. Nó là loài đặc hữu của México.

#### Index
- Thể loại: Cyprinodon (Pupfish)